# Mantisă
În informatică mantisa unui număr reprezentat în notația științifică⁠(d) sau în virgulă mobilă constă din cifrele sale semnificative⁠(d). În funcție de interpretarea exponentului, mantisa poate reprezenta un număr întreg sau o fracție.

## Exemple
Numărul 123,45 poate fi reprezentat ca un număr în virgulă mobilă zecimală cu numărul întreg 12345 ca mantisă și termenul la putere 10−2, unde −2 este exponentul (iar 10 este baza). Valoarea acestuia este dată de următoarea aritmetică:
123,45 = 12345 × 10−2.
Aceeași valoare poate fi reprezentată și în notația științifică în formă normalizată drept 1,2345 ca mantisă fracționară și +2 ca exponent (și 10 ca bază):
123,45 = 1,2345 × 10+2.
Schmid numește această formă, cu valori ale mantisei între 1 și bază, mantisă normalizată modificată
În baza 2, această formă este 1,xxxx, temenul folosit fiind mantisă normalizată.
Valoarea poate fi reprezentată în formatul dat de standardul ISO/IEC 10967 (Language Independent Arithmetic, în română aritmetică independentă de limbaj) și mai multe standarde de limbaje de programare, inclusiv Ada, C, Fortran și Modula-2, ca:
123,45 = 0,12345 × 10+3.
Schmid numește această formă, cu valori ale mantisei între 0,1 și 1, mantisă normalizată adevărată.
Pentru baza 2, această formă este 0,xxxx, temenul folosit fiind mantisă normată.

## Mantisa cu bitul ascuns
Pentru un număr normalizat cifra cea mai semnificativă este întotdeauna diferită de zero. Când se lucrează în binar, această constrângere determină în mod unic această cifră să fie întotdeauna 1; ca atare, nu trebuie să fie stocată în mod explicit, fiind denumit bit ascuns. Mantisa este caracterizată prin lățimea sa în biți și, în funcție de context, bitul ascuns poate fi sau nu numărat la lățimea mantisei. De exemplu, același format IEEE 754 cu precizie dublă este descris în mod obișnuit ca având fie o mantisă de 53 de biți, inclusiv bitul ascuns, fie o mantisă de 52 de biți, excluzând bitul ascuns. IEEE 754 definește precizia p ca fiind numărul de cifre din mantisă, inclusiv oricare ar fi primul bit implicit (de exemplu, p = 53 pentru formatul cu precizie dublă), definiție independentă de codificare, iar termenul pentru a exprima ceea ce este codificat (adică semnificația fără primul bit) este câmpul final al mantisei.

## Terminologie
Actual, în terminologia în limba engleză, în locul termenului „mantisă” se folosește termenul „semnificant” (în engleză significand), de la „semnificativ”. Acesta a fost introdus de George Forsythe și Cleve Moler în 1967 și este termenul folosit în standardul IEEE.
În 1946 Arthur Burks a folosit termenii „mantisă” și „caracteristică” pentru a descrie cele două părți ale unui număr în virgulă mobilă, iar această utilizare rămâne uzuală printre informaticienii de astăzi. Mantisa și caracteristica au descris de mult timp cele două părți ale logaritmilor din tabelele de logaritmi zecimali. În timp ce cele două semnificații ale lui „exponent” sunt analoge, cele două semnificații ale „mantisei” nu sunt echivalente. Din acest motiv, utilizarea lui „mantisa” pentru „semnificant” este descurajată de unii, inclusiv de creatorul standardului, William Kahan și de proeminentul programator și autor al cărții Arta programării calculatoarelor, Donald E. Knuth.
Confuzia poate apărea datorită faptului că notația științifică și reprezentarea în virgulă mobilă sunt logaritmic-liniare, nu logaritmice. Pentru a înmulți două numere cu ajutorul logaritmilor lor se adună separat caracteristica (partea întreagă) și mantisa (partea fracțională) a logaritmilor lor zecimali, iar pentru a înmulți două numere în virgulă mobilă se adună exponenții (care sunt de fapt logaritmici) și se înmulțesc mantisele (care sunt liniare). Însă contextul practic elimină confuzia, domeniile fiind diferite: logaritmi, respectiv virgulă mobilă, ceea ce face ca termenul de „mantisă” să persiste în numeroase limbi.